# 市橋有里
市橋 有里（いちはし あり、1977年（昭和52年）11月22日 - ）は、日本の元女子陸上競技長距離走・マラソン選手。1990年代後半から2000年代前半に活躍。徳島県鳴門市出身。元東京ランナーズ倶楽部（陸連登録上は住友VISA AC）所属。身長157cm。趣味は旅行先での美味しいものや食材探し・料理。愛称は「マラソン界のシンデレラ」。

## 略歴
1993年3月、鳴門市大麻中学校卒業。なお、五輪3大会連続代表選手の弘山晴美は同校の先輩であり、また中学時代の市橋は、国士舘大学在学中の弘山から、教育実習で直接指導を受けたという。
中学卒業後の1993年に上京。「トップレベルの長距離ランナー育成」を目的に日本陸上競技連盟主導で誕生したクラブチーム・東京ランナーズ倶楽部で、日本陸上競技選手権大会をかつて3回制した(5000m:1974年、10000m:1971年、1979年)浜田安則コーチに師事し、本格的トレーニングを開始。
1996年3月、東京都私立戸板女子高等学校卒業。高校時代の1995年に樹立した10000mの32分48秒03は、2006年まで高校記録であった（2007年に世界陸上大阪大会代表となる絹川愛が市橋の記録を更新）。
1997年3月、19歳で初マラソン。名古屋国際女子マラソンでは、レース終盤まで先頭集団に加わり、その後優勝したマディナ・ビクタギロワ（ロシア）や、世界陸上アテネ大会代表となる鈴木博美・飛瀬貴子らとの争いとなる。市橋は40km過ぎで脱落となるが、2時間29分50秒で4位に入った。
1997年7月、札幌国際ハーフマラソンに出走、女子の部で初優勝。翌1998年7月の同ハーフマラソンでも優勝、大会2連覇を達成する。
1997年11月、2度目のフルマラソンだった東京国際女子マラソンでは、34km過ぎまで先頭集団にいたが、優勝した伊藤真貴子らのペースにつけずに遅れ始め、2時間31分25秒で6位に終わる。
1998年11月、東京国際女子マラソンでは、レース最後の国立競技場へ入った後も浅利純子とデッドヒートを繰り広げていた。ゴール直前の残り80mで市橋が先に仕掛けてリードしたが、残り30mで浅利に抜かれて逆転され、2時間28分29秒で浅利と同タイムながら惜しくも2位だった。その後、世界陸上セビリア大会の代表に選ばれる。
1999年8月、セビリア世界陸上女子マラソンでは、優勝候補筆頭だった高橋尚子の欠場もあって、レース前半の先頭集団は異様なスローペースとなった。レース後半に入ると先頭集団はハイペースとなるが、市橋は必死に食らいつき、終盤の38km付近からは北朝鮮の鄭成玉との競り合いとなる。しかし競技場へ入る直前の41km手前でチョンにリードを奪われ、金メダル獲得のチョンとはわずか3秒差で敗れたものの、市橋のゴールタイムは2時間27分02秒で2位入賞を果たして銀メダルを獲得した。
1999年11月、セビリア世界陸上の日本女子最高位でメダル獲得の成績が評価されて、翌2000年のシドニーオリンピック女子マラソン日本代表に内定。その時の記者会見では「一番良い色のメダルを狙いたいと思います」と笑顔で語っていた。
2000年3月、シドニー五輪女子マラソンの日本代表として正式に選出される。
2000年9月、シドニー五輪女子マラソン本番では、レース前半の集団はややスローなペースで、市橋もその集団の中にいた。その後、優勝して金メダルを獲得した高橋尚子の18km付近でのスパートに、銀メダル獲得のリディア・シモン（ルーマニア）と共に積極果敢についていった。しかし、25km過ぎのアンザックブリッジ付近で腹痛を起こして遅れ始め、その影響によりズルズル後退。その後は7位入賞の山口衛里を含めた十数人の選手に追い抜かれて、ゴールタイムは2時間30分34秒で15位に留まった。それでも、高橋最初のスパートであっというまに遠ざかる高橋を、市橋が飲みかけのボトルを投げ捨て一人追走し追いついてくる一部始終は正面のバイクカメラ位置からとらえられ、レース前の「どんなペースでもついていく。」の公約通り高橋に追いすがり独走を許さなかったこのシーンは、レースのハイライトの一つとして数えることができる。15番目にようやく陸上競技場に帰ってきた市橋に、NHK実況解説の藤井康生も「しかし、彼女自身の見せ場はありました。」と賛辞を送っている。
2001年12月、練習の一環として出走したNAHAマラソンは、優勝した市川良子（市橋と同じ東京ランナーズ倶楽部所属、アトランタ・シドニー五輪5000m代表）とは7秒差で2位（2時間35分59秒）でゴール。しかしその後は度重なる故障等に悩まされ、大きな大会の出場へは遠ざかっていった。
2002年11月、東京国際女子マラソンに出場したが、30km付近で途中棄権。
2004年、野口みずきや坂本直子といった若手選手が台頭する中、最大の目標としていたアテネオリンピック女子マラソンの代表選出はおろか、アテネ五輪代表の国内選考レースへの出場もかなわなかった。
2005年8月、3年ぶりのフルマラソンとなる北海道マラソンに出場したが、優勝した千葉真子に大きく差をつけられ15位（2時間44分32秒）に終わった。
2006年、故障が回復しない事を理由に東京ランナーズ倶楽部を退部。
2007年、結婚。同年2月に開催された東京マラソン2007の完走（3時間02分48秒、20位）を最後に、第一線を退いた。
なお現役引退後の現在は、各地の市民マラソン大会（丹波篠山ABCマラソン大会・とくしまマラソン等）でゲストランナーとしての出走や、マラソン関連のメディア出演、ジュニアアスリートフードマイスターの資格を取得し、市民ランナーへ食のアドバイスを行うなどの活動を行っている。

## 自己ベスト
- 5000m 15分57秒93 （2000年4月29日）
- 10000m 32分17秒71 （1998年4月26日）
- ハーフマラソン 1時間09分23秒 （1997年1月19日）
- マラソン 2時間27分02秒 （1999年世界陸上競技選手権大会・1999年8月29日）

## 著書
- 『スローラン　いまから始めるランニングメニュー』（池田書店、2010/9、ISBN 978-4262163376）

## ラジオ番組
- 『市橋有里のやっぱり走って損はない!!』→『市橋有里の“RUN食健美”～ヘルシーRunning～』（2014年4月 - 、四国放送ほかローカルAM各局。2021年10月から番組名を改題。）